# Seututie 222
Pour les articles homonymes, voir Route 222.
La route régionale 222 (finnois : Seututie 222) est une route régionale allant du quartier Raunistula de Turku jusqu'à Auran asemanseutu dans la municipalité d'Aura en Finlande,,.

## Présentation
La seututie 222 est une route régionale de Finlande-Propre.
Son passage à niveau avec la ligne Turku–Toijala est le plus dangereux de Finlande.

## Environnement culturel
La route fait partie de l'ancienne liaison routière de Turku à Oripää, qui, sous le  nom de Varkaantie, est classée en 2009 parmi les Sites culturels construits d'intérêt national en Finlande par la Direction des musées de Finlande.
En 2021, la route Varkaantie a été classée route touristique renommée Aurajoentie.
Le long de la route régionale 222 se trouvent, entre autres, l'église Sainte-Marie et de l'église d'Aura. 
À Lieto, la route 222 passe à proximité de Zoolandia et du quartier-musée de Nautelankoski (fi). 
La route 222 passe à proximité de la prison de Turku (fi) et la prison de Käyrä (fi) à Aura, qui est aussi un environnement culturel construit d'importance nationale.